# Медард
Медард (нім. Medard) — громада в Німеччині, розташована в землі Рейнланд-Пфальц. Входить до складу району Кузель. Складова частина об'єднання громад Лаутереккен-Вольфштайн.
Площа — 5,99 км2. Населення становить 445 ос. (станом на 31 грудня 2020).
Громаду названо на честь святого Медарда.